# Cathédrale de Città di Castello
Le dôme de Città di Castello (Duomo di Città di Castello ou  Cattedrale di San Florido en italien) est le dôme de la ville de Città di Castello, dans la province de Pérouse (Ombrie).

## Histoire
Les origines du dôme  sont romanes et sa forme actuelle est de style renaissance.
Son originalité est constituée par une église souterraine située en dessous de celle de la cathédrale.
La première cathédrale était celle de Santo Stefano, officiée par les évêques Eubodio, Marius et Innocent. L'actuelle a été commencée par San Florido peu avant les années 600, après la destruction de la ville par le Goth Totila (546) mais sa mort l'empêcha de la terminer.
L'église terminée, grâce aux donations des citoyens pour accueillir la dépouille du rebatisseur de la ville, fut dédiée au bienheureux saint Laurent.
En 1012, l'édifice se dégrada et l'évêque Pierre le reconstruisit depuis les fondations et le dédia aux saints Florido et Amanzio. La consécration eut lieu le 22 août 1012.
Agrandi en 1356, en 1450 l'évêque Alessandro Filodori y fit déposer les corps des deux saints sous le maître-autel de l'église inférieure.
Le 22 août 1529 vit la fin d'une rénovation radicale (commencée en 1466) selon le  style renaissance et fut dédiée aussi à saint Amanzio. Le nom de l'architecte est inconnu. 
La coupole, écroulée lors du tremblement de terre de 1794, a été reconstruite d'après le dessin de Tommaso Catani.
Dans le chœur de la cathédrale sont représentées les principales scènes de vie San Florido.

## Extérieur
En regardant la façade depuis la piazza Gabriotti, on remarque que l'édifice est constitué d'un mélange d'éléments qui révèlent les différentes restructurations qui ont eu lieu tout au long des siècles.
L'escalier latéral datant du XVIIe siècle mène au portail gothique tardif.
Le Campanile rotondo, situé sur le côté nord-est et d'une hauteur d'environ 44 m, est l'édifice le plus haut de la ville. Il garde les traces  romanes et  byzantines (murs en pierre d'environ 1 m d'épaisseur, porte d'origine presque cachée dans le mur de l'actuelle sacristie)  de la cathédrale initiale du XIe siècle, et est l'œuvre de l'architecte arétin Maginardo. Son remaniement gothique en pietra arenaria date des années 1283 - 1284, ainsi que son couronnement conique.
L'accès au sommet se fait par un étroit escalier en colimaçon.
La façade baroque du XVIIe siècle est restée inachevée.

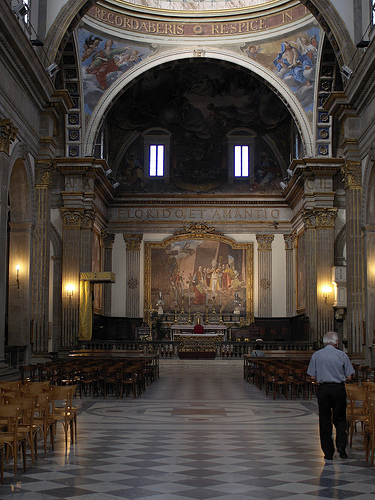
La nef
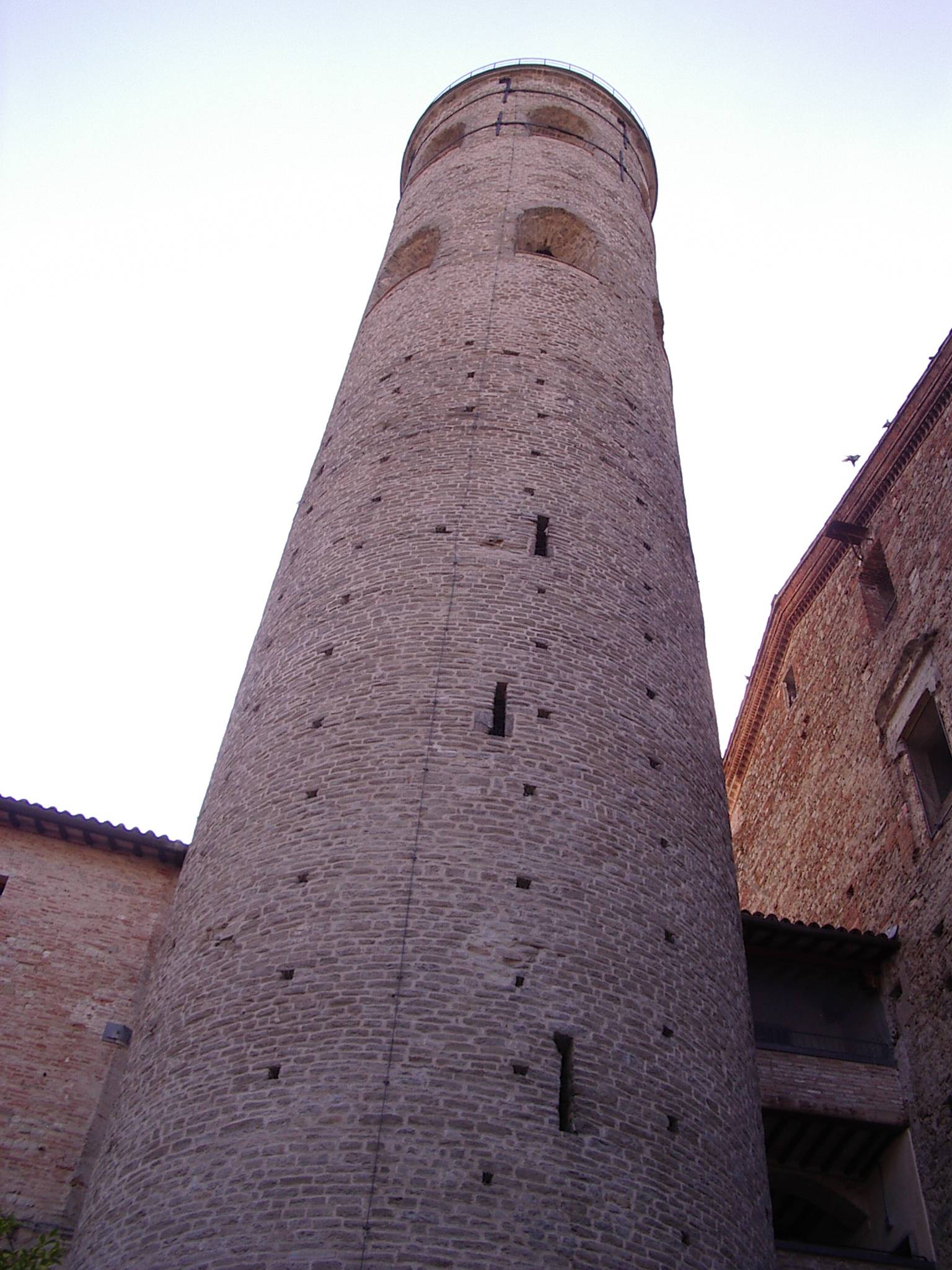
Le Campanile Rotondo.
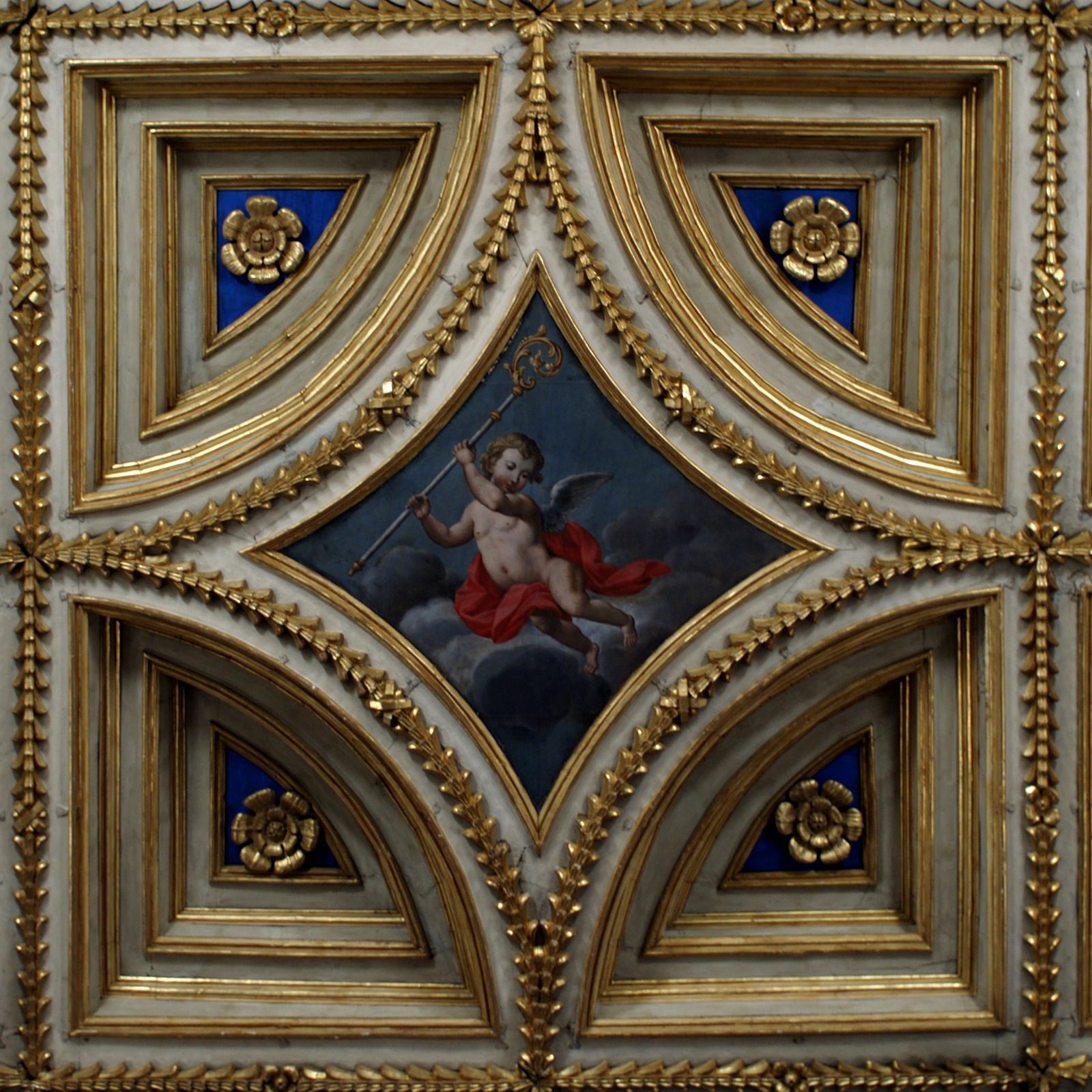
Détail d'un caisson du plafond.

## Intérieur
L'intérieur est à une seule nef avec un plafond en bois. la salle capitulaire est devenue le musée du dôme.
- Crypte du XIe siècle
- Corniches ornementales des XVe et XVIe siècles.
- Plafond à caissons  réalisé en 1699.
- Église inférieure datant du XVe siècle.

### Œuvres
Le Duomo héberge des œuvres de Marco Benefial, Pomarancio, Raffaellino del Colle, Giovanni Battista Pacetti, Tommaso Conca, une Transfiguration de Rosso Fiorentino, et une Vierge du Pinturicchio trône devant l'autel en argent (XIIe siècle) de la salle capitulaire.

## Sources
- Voir liens externes